# Bundesstraße 257
Die deutsche Bundesstraße 257 (Abkürzung: B 257) führt vom Anschluss  an die A 565 nahe vom Autobahnkreuz Meckenheim in südwestlicher Richtung durch die Eifel bis zur luxemburgischen Grenze in Echternacherbrück.

## Verlauf
Kurz hinter dem Autobahnkreuz Meckenheim geht die A 565 nach der Anschlussstelle Gelsdorf (vormals AS Grafschaft) in die Bundesstraße 257 über. Nach wenigen Kilometern über die Ausläufer der Ahreifel windet sie sich ins Ahrtal hinab. Im Bereich der Ortsumgehung von Altenahr zweigt die B 267 nach Bad Neuenahr-Ahrweiler ab. Bald hinter dem Abzweig wird die B 257 durch drei Tunnel geführt, bevor sie kurz vor Ahrbrück die Ahr und die Untere Ahrtalbahn überquert. Zu diesen beiden verläuft sie bis Dümpelfeld parallel, wobei die Eisenbahn aber ab Ahrbrück vollständig stillgelegt und zurückgebaut wurde. Ab Dümpelfeld folgt die B 257 einem Nebental der Ahr nach Adenau.

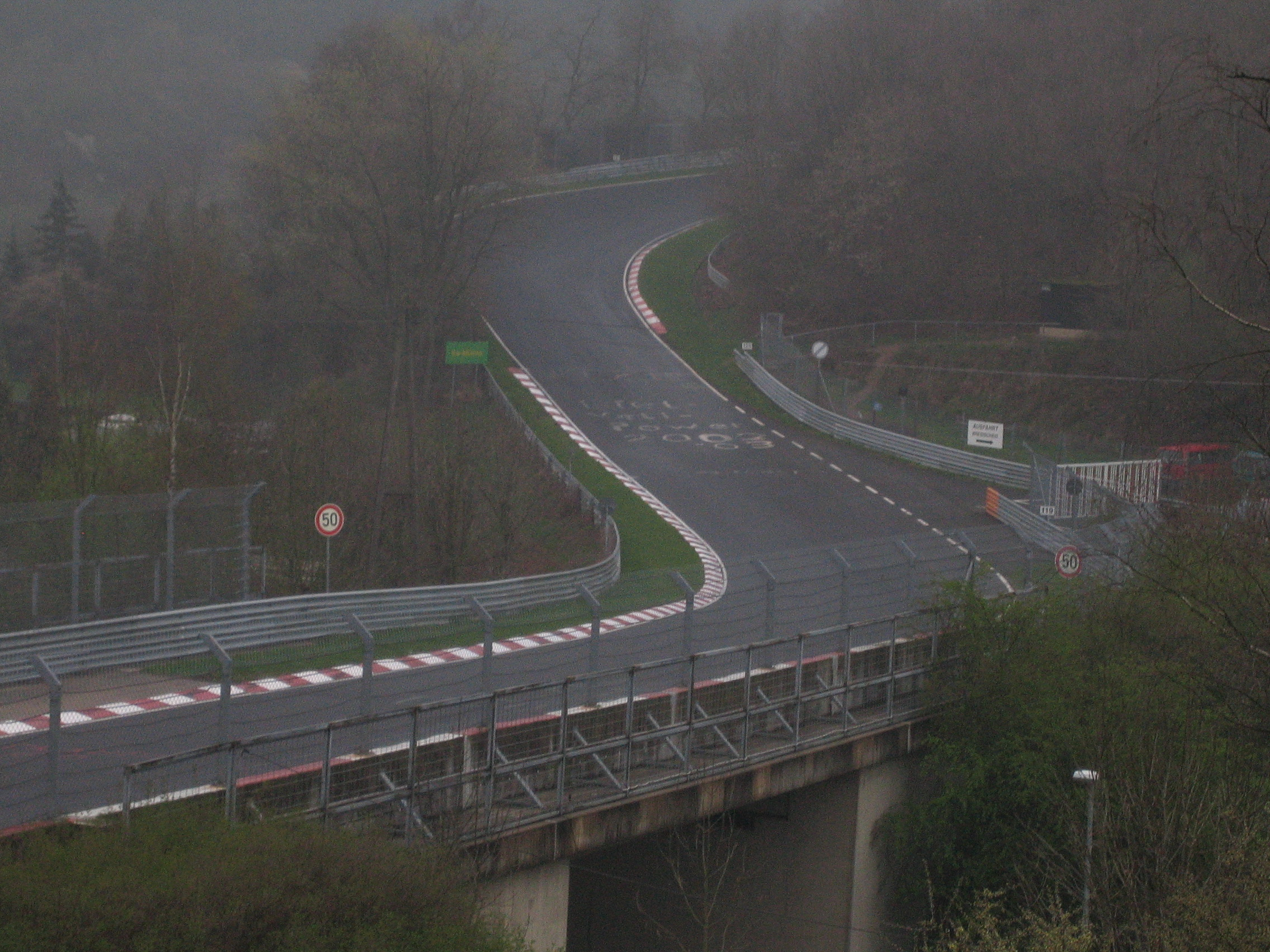
Der Nordschleife überquert die B257 zwei Mal, hier 2005 vor dem Streckenabschnitt „Ex-Mühle“ in Breidscheid

Hinter dem Adenauer Stadtteil Breidscheid überquert die Nordschleife des Nürburgrings die B 257, so dass diese bis zur zweiten Überführung hinter Quiddelbach innerhalb der Grünen Hölle verläuft. Kurz darauf wurde 
die Kreuzung mit der B 258 als „Potsdamer Platz“ im Stile eines Autobahnkreuzes für die B258 kreuzungsfrei ausgelegt, mit durchgehender Fahrbahn für reibungsarme Zufahrt zu und von der Grand-Prix-Strecke des Nürburgrings. Die B257 dagegen unterquert die Haupt-B258 in getrennten Fahrbahnen, diese kreuzen sich mit jeweils zwei der vier Rampen. 
Danach geht es wieder bergab, westlich der ehemaligen Südschleife, durch die Ortsgemeinde Müllenbach hindurch bis Kelberg, wo die B 257 auf die B 410 trifft.
In Ulmen zweigt die B 259 nach Südosten zur Anschlussstelle der A 48 und weiter in Richtung Cochem ab. Die B 257 ist ab hier bis zur Anschlussstelle Daun der A 1 durch die Bundesautobahn ersetzt worden. Sie wird in Daun fortgesetzt.
Nun geht es weiter in südwestlicher Richtung, wobei die Vulkaneifel in die weichere Landschaft des Bitburger Gutlands übergeht.
Bei Bitburg verläuft die B 257 für einige Kilometer zusammen mit der B 51 in Richtung Trier und zweigt dann wieder nach Südwesten ab.
In Wolsfeld, das für sein Bergrennen überregional bekannt ist, forderten die Anwohner wegen des dichten Verkehrseine Ortsumgehung. Diese wurde am 13. Dezember 2008 für den Verkehr freigegeben.
An Irrel vorbei führt die B 257 nun nach Echternacherbrück, wo sie auf die B 418 trifft. Diese verläuft von hier bis Wasserbilligerbrück entlang des Ufers der Sauer, die hier die Grenze zwischen Deutschland und dem Großherzogtum Luxemburg bildet.
Jenseits der Sauer liegt Echternach, das durch seine Springprozession weithin bekannt ist.

## Europastraße
Zwischen Bitburg (B 51) und Echternacherbrück (Grenze) verläuft die E 29 entlang der B 257. Auf luxemburgischer Seite führt die E 29 weiter über die N 11 in Richtung der Stadt Luxemburg.

## Geschichte/Weiteres
Ursprünglich führte die B 257 schon von Bonn über Meckenheim in Richtung des Ahrtals; der Streckenteil in Nordrhein-Westfalen bis zum heutigen Autobahnkreuz Meckenheim und darüber hinaus bis zur AS Gelsdorf wurde komplett durch die A 565 ersetzt. Die B 257 wurde innerhalb von Bonn verlegt und auf dem Abschnitt außerorts größtenteils zur L 261. Die lange Gerade zwischen Meckenheim und Gelsdorf wurde zu L 163 (in Nordrhein-Westfalen) bzw. L 81 (in Rheinland-Pfalz) abgestuft.
Eine Weiterführung der A 565 in RLP bis nach Altenahr war vorgesehen, die Planung wurde jedoch verworfen. Daher endet die A 565 kurz nach NRW in Form der AS 13 Gelsdorf. Eine weitere kreuzungsfreie Anschlussstelle gibt es für den Gewerbepark Gelsdorf und die dortige Boeselager-Kaserne. Der weitere Abschnitt im Tal der Swist bis zur Einmündung der K34 in Schönberg war 1994 Schauplatz von schweren Unfällen aufgrund bei Nässe extrem rutschiger Fahrbahndecke aus Bitumen („Fall Scheffler“). Insgesamt zwei Motorradfahrer starben dabei an der Leitplanke. 
Für Altenahr wurde eine Ortsumgehung gebaut, die oberhalb des Ortes im Hang entlangführt. Es wurden dabei drei Tunnel gebaut. Der letzte Tunnel, der Lingenbergtunnel, wurde dabei erst später in einem zweiten Bauabschnitt realisiert.
Im Bereich Hönningen wurde eine Ortsumgehung auf der Trasse der ehemaligen Unteren Ahrtalbahn gebaut.

### Reichsstraße 257
Im Zweiten Weltkrieg während der Besetzung von Mitte 1940 bis Mitte 1944 führte der Vorläufer der B 257, die Reichsstraße 257, weiter in das CdZ-Gebiet Luxemburg, durch Echternach (heutige N11), Luxemburg (Stadt) und Esch-sur-Alzette. Von der Grenze Großherzogtum Luxemburg-Frankreich führt die heutige D16 bis Aumetz, das bis 1918 Teil des Deutschen Reiches war, 1940 bis 1944 CdZ-Gebiet Lothringen. Dort kreuzte die Reichsstraße 355.
Audun-le-Roman (Welsch-Oth) ist der südwestlichste Ort der mit der R 257 in Verbindung stand.

## Lingenbergtunnel
Von 2006 bis 2008 wurde der rund 212 m lange Lingenbergtunnel im Zuge der Ortsumgehung Altenahr gebaut. Tunnelanschlag war am 12. Oktober 2006 durch den Parlamentarischen Staatssekretär Achim Großmann. Der Bauabschnitt war rund 405 m lang und umfasste die 212 m lange Tunnelröhre. Fertigstellung der mit rund 7,5 Millionen Euro veranschlagten Maßnahme sollte Ende Februar 2008 sein. Eröffnet wurde der Tunnel am 31. März 2008.